# آخر الدنيا (قصص قصيرة)

آخر الدنيا (يوسف إدريس)

آخر الدنيا مجموعة قصص قصيرة للكاتب الدكتور يوسف إدريس. صدر الكتاب ضمن سلسلة «الكتاب الذهبي» لمجلة روز اليوسف عام 1960 عن دار نهضة مصر للطباعة والنشر والتوزيع، وتُرجم للعديد من لغات العالم. يتضمن الكتاب ثمانِ قصص قصيرة في حوالي 180 صفحة، يربطها خيط مشترك وهو خيط الحياة والإنسان وصراعاته المختلفة، وهي: لعبة البيت - الشيخ شيخة - الأحرار - أحمد المجلس البلدي - شيء يجنن - آخر الدنيا - الستارة - الغريب.

## محتوى الكتاب
لعبة البيت - الشيخ شيخة - الأحرار - أحمد المجلس البلدي - شيء يجنن - الستارة - آخر الدنيا - الغريب

## لعبة البيت
يعرض إدريس صراع فرض الرأي في اللعب بين فتاة وصبي، ويكتب:
"شب سامح على أطراف أصابعه ونط ودق الجرس. وسمع صوتا طويلا ممدودا يقول: مين؟ فاحتار وخاف وسكت. وفتح الباب ووقفت على عتبته سيدة ضخمة مهيبة ترتدى قميص نوم خفيفا جدا، لونه أصفر باهت كقشر الليمون. ووجم سامح وكاد يجرى، ولكنه تماسك وعرف أن التي فتحت هي أم فاتن، رغم وجهها الخالي من المساحيق. وقبل أن يحدث أي شئ، ابتسمت له السيدة ابتسامة كبيرة وانحنت ناحيته وقالت:
- يه.. هو أنت يا حبيبى؟!.. أنا رخرة قلت مين اللى بيضرب الجرس ده ومالوش خيال.. عايز إيه يا حبيبى؟ عايز الهون.. ماما بتعمل كفته؟
ولم يجب سامح في الحال.. مد بصره من خلال وقفة الأم العريضة وقميصها الشفاف وما بقى في الباب من فراغ، محاولا أن يرى فاتن، لكنه لم يجد لها أثراً، لا في الصالة ولا في الحجرة القريبة المواربة الباب، ولا بجوار الراديو تعبث بمفاتيحه، وقال بجرأة منقطعة:
- عايز.. عايز فاتن تلعب معايا.
يواصل إدريس وصف لقاء الأطفال وحوارهم، وبنائهم بيتاً لهم تحت السرير حيث تأخذ الفتاة دور ربة البيت، ويأخذ الصبي دور الموظف رب البيت:
قالت فاتن وهي تتنهد: أنت تروح الشغل وأنا أطبخ
فقال سامح: أروح الشغل ازاي؟
فقَالت: مش أنت تروح الشغل.. وأنا أطبخ؟
فقال: إيه.. انتى عايزه تلعبى لوحدك.. يا نطبخ سوا سوا يا بلاش
فقالت فاتن: لا يا سيدي.. هي الرجالة تطبخ؟ أنت تروح الشغل وأنا أطبخ.
ويروي إدريس تطور الأحداث قائلاً:
ونشبت خناقة حادة.. وكل يحاول أن يجمع حوائجه، هذه لى وليست لك... واغتاظ سامح كثيرا وهو يراقبها، وتمنى لو يلحقها قبل أن تغادر شقتهم ويضربها... في المرة القادمة سيضربها بالقلم لو فتحت فمها.. ولكن لا.. لن تكون هناك مرة قادمة.. لن يلعب معها أبدا حتى لو أحضرتها أمها ورجته أن يلعب معها.. بنت مفعوصة ذات سن أمامية مكسورة... وانتظر سامح أن تأتي، ولكنها لم تأت، وتذكر حينئذ كيف كانت غلبانة وهي تنحنى وترفع داير السرير والسبت معلق في يدها.. كانت غلبانة صحيح. لماذا لا يذهب ويرى لعلها واقفة خارج باب شقتهم تنتظر منه أن يذهب ويصالحها؟ وذهب إلى الباب وفتحه، وتلفت هنا وهناك، ولكن الطرقة كانت خالية وليس فيها أحد... وترك الحجرة متضايقا وظل يدور في الصالة... لا بد أن فاتن ذهبت إلى أمها باكية، ولا بد أن أمها أخذتها وأغلقت عليها الباب ولن تسمح لها أبدا باللعب معه مرة أخرى... وصل في هبوطه إلى باب شقة أم فاتن كان الباب مغلقا... كأن شيئا ثمينا جدا قد ضاع منه... وكلما تذكر أنه لولا عناده لكانت فاتن لا تزال تلعب معه، وكلما تصور أنه قد حرم اللعب معها إلى الأبد، تمنى لو مرض فعلا أو مات أو أصبح يتيماً من غير أب أو أم. ولم يصدق عينيه أول الأمر، ولكنه كان حقيقة هناك على اخر درجة في السلم، سبت فاتن الصغير نائما على جنبه... وهبط السلالم الباقية قفزا، وتدحرج وعاد يقفز، وعلى آخر درجة وجد فاتن هناك.. هي بعينيها جالسة ورأسها بين يديها، وكانت تبكي ودموعها تسيل، وسبتها الصغير راقد بجوارها... وأحاطها سامح بذراعيه واحتضنها وراح يطبطب عليها بيديه الصغيرتين ويقبلها في وجهها وشعرها ويقول لها وكأنه يخاطب طفلة أصغر منه بكثير ويصالحها، وهو فرحان لأنما لم تذهب لأمها، ولا اشتكت: معلش معلش معلش. وجذبها برفق لينهضها، ونهضت معه بغير حماس ودموعها لا تزال تتساقط.. دموع حقيقية... ومضى يصعد بها السلم وذراعه حولها، وهي مستكينة إليه لا تزال تدمع وجسدها ينتفض، ولكنها لا تقاومه ولا تتوقف عن الصعود.

## الشيخ شيخة
تدور أحداثها حول قريةٍ تصنع من شيخها المعاق غولًا تخيف به الأطفال، ويكتب إدريس:
بلاد الله واسعة وكثيرة، وكل بلدة فيها ما يكفيها.. كالحال في بلدنا الذي ينفرد دون بلاد الله بهذا الكائن الحى الذي يحيا فيه ... كائن قائم بذاته، لا أسم له، أحيانا ينادونه بالشيخ محمد وأحيانا بالشيخة فاطمة، ولكنها أحيانا وللسهولة ليس إلا، فالحقيقة أنه ظل بلا أسم ولا أب ولا أم، لا أحد يعرف من أين جاء ولا من أورثه ذلك الجسد المتين البنيان ... أما أن له ملامح بشرية فقد كانت له ملامح، كانت له عينان وأذنان وأنف ويمشي على ساقين ... ليس فيه علامات أنوثة، وهو أيضاً يخلو من علامات الرجولة ... كان نادر المشى، وإذا مشى سار في خطوات ضيقة جدا ... أن أهل البلد كانوا يعاملون الشيخ شيخة بنوع خاص من الرهبة ليست فيها تلك القدسية الممزوجة بالسخرية التي ينظرون بها إلى المجاذيب والاولياء، وليست فيها تلك الشفقة الممزوجة بالاشمئزاز التي ينظرون بها إلى المشوهين والمرضى. ربما رهبة النظر إلى شئ مخالف شاذ، يكشف بشذوذه عن كنه النظام الهائل الذي يلف الكون والناس. رهبة من النظام أكثر منها رهبة من مخالفة النظام ... سنين طويلة قضاها الشيخ شيخة في بلدنا على هذه الحال، والناس قد أحلوه من كل واجبات الإنسان والحيوان والنبات وتركوا له كل حقوقها ... بين كل بضع سنين وأخرى تنطلق إشاعة خافتة واهنة لا تكاد تصل إلى الالسنة حتى تذوب فوقها وتتبدد .. مرة يقولون إن ثمة علاقة مريبة تربطه بنعسة العرجة، فهي كثيرا ما تشاهد وهي تبحث بعينيها في الليل عنه، وأحيانا تسأل عنه، وكثيرا ما رؤيت خارجة من الخرابة القريبة من الجامع حيث كان يقضى معظم لياليه وهي لا بد تعاشره .. في إشاعة، وفي إشاعة أخرى يقولون إنه ابنها.
يواصل إدريس سرد مختلف الاشعات عن الشيخ شيخة الذي يختفي فجأة، ويكتب:
بدأوا يرمقون الشيخ شيخة إذن بنظرات مرعوبة حيرى تطوف حوله وحمى الشك تعشيها، والشيخ شيخة على ما هو عليه ... قسم كبير يؤكد أنهم خدعوا في الشيخ شيخة أكبر خديعة وأنه ظل سنين يمثل عليهم دور الأصم الأبكم ليعرف أحوالهم وأسرارهم ويسرق مخبآتهم ... في أعماق الكل كان خوف حاد قد بدأ يتراكم، وكلما راجع أحدهم نفسه ليتذكر ما قاله في حضرة الشيخ شيخة وما فعله، ووجد أن ما قاله كثير، وما فعله أكثر، أنقلب خوفه إلى هوس ورعب، وازداد قلبا للبلدة رأساً على عقب باحثاً عنه محاولا أن يراه، إذ ربما تعيد رؤيته، مجرد رؤيته، الطمأنينة إلى نفسه يصبح كل ما قيل ويقال كذبا في كذب وكابوسا رهيبا مزعجا ... غير أن الشيخ شيخة رغم كثرة الباحثين عنه لم يعثر له أحد على أثر ... ولكن اختفاءه، على أية حال، لم يطل فبعد أيام قليلة وجدوه عائدا ... أما نعسة فقد ظلت ساكتة لفترة ثم وكأنها ضاقت فجأة، انطلقت تسألهم عن سر تجمعهم وتشتمهم وتلعن آباءهم جميعاً من كبير لاصغر صغير .. يا غجر يالمامة عايزين إيه ؟.. إبنى واللا مش إبنى مالكم ومالنا ؟.. أخرس واللا بيتكلم عايزين منه إيه ؟ كان عيان وداويته يا ناس إيه الجناية في كده ؟ وحتى لو ما كانش عيان لو كان سليم وسمع وشاف، يعني ح يكون شاف أيه وسمع أيه؟ ما الحال من بعضه، واللى بيقول في حق الناس كلام بطال بيتقال عليه كلام بطال، واللى بيخبى العيب عن جاره ح يلاقي جاره بيخبي عنه نفس العيب .. ح يكون شاف إيه ومع إيه .. اوع كده أنت وهوه لحسن وحياة مقصوصي ده اللى ح اطوله منكم ح اطبق في زمارة رقبته ماني سيباها الا بطلوع الروح ... ويجيء الغد وبعد الغد، ويبدأ الشيخ شيخة يخر ج وحده ويجوب البلدة، ويقف وقفته المشهورة لدى جماعاتها الجالسة أو المنتحية ركنا، ولكن الحديث كان يكف نوعا ما لمقدمه، وإذا استؤنف وبدأ متحدث ما يتكلم، وتطلع أثناء كلامه ناحية الشيخ؛ وفاجأه الشيخ بالضحكة الجديدة التي عاد بها، ولدت الضحكة في عقل الرجل كل الظنون وتلعثم وأجبر مرغما على السكوت، إذن من يدرى ؟ ربما يضحك الشيخ شيخة منه لكيلة القمح التي لطشها أمامه من الجرن يوم التخزين، بينما هو جالس الآن يتحدث عن السرقة واللصوص ... وأن ضحكة الشيخ شيخة هي الكوة التي فتحت في كل جدار، وأن محتويات مخازنهم الخفية السرية في خطر، وأنهم أمام الشيخ شيخة عرايا من كل ما يسترهم.
يصل إدريس لنهاية قصته ونعسة العرجة تبكي وتقذف أهل البلد بالحجارة وهي تصيح: «يا بني يا حبيبي»، والشيخ شيخة ممدد أمامها غارقا في دمه ورأسه محطم بحجر.

## «أ» الأحرار
وقعت هذه الحادثة في مكتب إحدى الشركات الكائنة في شارع سليمان واحدة من الشركات ذات الأبواب الزجاجية المصنفرة، والمكاتب الصاج الايديال والسعاة الذين يرتدون بدلا رمادية ويضعون على جوانب صدورهم لافتات نحاسية دقيقة الحجم. في الصباح، وفي الساعة الثامنة تماما، والموظفون جميعاً على مكاتبهم، بدأت تصل إلى الآذان ضجة غير عادية صادرة من حجرة السيد عبد اللطيف سالم رئيس قسم السكرتارية ... أكتشف بعض الموظفين أن هناك أوراقا مستعجلة يجب إمضائها من الريس في الحال، وما أسرع ما كان باب الريس يفتح للداخل والخارج، الداخل يكاد حب الاستطلاع يقفز من عينيه، والخارج يضع يده في فمه يكاد يموت من الضحك، ذلك لأن سبب الزعيق كان أغرب سبب ممكن أن يخطر على البال، بل كان لا يمكن أبدا أن يخطر على البال ... عبد اللطيف خلف مكتبه الكبير ذي السطح الزجاجي، يداه تدفعان المكتب وكأنما تريدان قلبه على أحمد رشوان، وزعيق كثير يخرج من فمه، ووجهه وعينيه، وحتى من صلعته الخفيفة، يوزع قليلا منه إلى اليسار، وقليلا آخر إلى اليمين، والأغلبية العظمى يصبها على أحمد. «قلنا ميت مرة الصورة لازم تنكتب زى الأصل تمام بالحرف الواحد، بلا زيادة أو نقصان، قلنا ميت مره كده»، قالها الريس فعلا أكثر من مائة مرة، وفى كل مرة يسكت منتظراً إجابة أحمد حتى إذا ما هم أحمد بأن يجيب قاطعه الريس ومضى يلقنه المحاضرة التي يجيدها تماما عن العمل في الشركة وأصوله وقواعده، وينهي الريس محاضرته قائلا: اتفضل خد الجواب واكتبه بالضبط زى الاصل يا حضرة، أتفضل يالله. وخرجت كلمة من فم أحمد ربما تكون قد خرجت قبل هذا ولكنها كانت المرة الأولى التي يسمعها فيها الريس. وقال أحمد رشوان: أسمح لي .. لأ .. مش ح أكتبه إلا كده. وتحجرت عينا الريس وقال: أسمح لك إيه ؟! فقال أحمد: اسمح لى سيادتك مش ح أكتبه. فقال الريس بصوت منخفض كصوت الزناد حين يجذب استعدادا لأطلاق النار: ليه بقى يا حضرة ؟ والواقع أن أحمد تململ للسؤال .. فهو بالتأكيد كان قد جهز نفسه له، ولكنه وجد حرجاً كثيراً وكأنه متأكد تماماً مما ينطقه وهو يقول: لأنى إنسان يا أستاذ عبد اللطيف .. أنا مش آلة كاتبة. إيه ؟! أنت إنسان مش آلة كاتبة ؟! يعنى إيه ده يا حضرة ؟ قالها الريس وملامحه تتسع فجأة كما ضاقت فجأة؛ وهو يمسك شفته السفلى بإصبعين ويجذبهما إلى أمام ويحدق في أحمد. وأول ما خيل للريس أن الجدع قد جن ولم يكن هذا في رأيه شيئا مستغرباً، فتد كان لا يطمئن أبداً إلى أدب أحمد هذا الزائد عن الحد.
يسترسل إدريس في رواية حوار نفسي دار ليلة أمس في رأس أحمد، الذي قرر أن يثور على وضعه الوظيفي، ومعاملة رئيسه وكأنه آلة كاتبة وليس إنسان، كان قد كتب باستخدام الآلة الكاتبة كلمة (أحرار) وعنفه رئيسه لأن الكلمة ينقصها الألف لتصبح (أحرارا) وكتب:
وفى صباح اليوم التالى كان أحمد رشوان يأخذ طريقه إلى مقر الشركة في شارع سليمان وكأنه في طريقه إلى ساحة معركة أو لجنة امتحان، كان قد سهر كثيرا، وكان عصبياً وعلى وجهه تصميم خطير. لم يكن لديه أية فكرة عما يمكن أن يفعله ولكنه كان مصمما على أن يثبت لنفسه على الأقل أنه إنسان، إنسان حقيقى، وليس مجرد آلة كاتبة ... بتقول إيه يا حضرة ؟ وفي أدب جم عاد أحمد يقول: أنا رأيي يا أستاذ عبد اللطيف أنها تنكتب من غير ألف تكون أحسن.
- رأيك؟
خرجت الكلمة كالرصاصة في فم الرجل، أعقبها بسرب دافق من القذائف.
- رأيك ده تلفه في ورقة وتبلعه على ريق النوم، رأيك ده تقوله لصاحبك وانتو ع القهوة، رأيك هناك عند بابا وماما إنما هنا مفيش رأيك، هنا شركة ليها أوامر وقوانين، هنا تمشي تروح تكتب الألف ورجلك فوق رقبتك، ولولا عارف انك طيب كنت بهدلتك صحيح .. اتفضل يا حضرة. وانتاب أحمد غضب وقال: أنا أحتج يا سيد عبد اللطيف على الإهانات دى.
- أنت مش تحتج، ودينى لاخصم لك يوم كمان .. اتفضل روح أكتبها.
وهكذا وجد أحمد نفسه في قلب المعركة .. معركة الدفاع عن نفسه كإنسان.
ويروي إدريس تصاعد الموقف ووصوله إلى المدير العام الذي أستدعى أحمد، وكتب إدريس:
- إيه الحكاية ؟ فيه إيه ؟ مش عايز تكتب الأحرار ليه يا شاطر ؟
ووجد أحمد نفسه باندفاع ولا إرادة
- عشان أنا إنسان يا سيادة المدير.
وضحك المدير وقهقه .. ضحك كثيرا جدا وظل كرسيه يدور به، وهو يضحك ويعلو حتى كاد يصبح فوق المكتب، وعرق أحمد وتلجلج، وأحس أنه قال كلمة سخيفة لا معنى لها إذ ما أدرى المدير العام بكل ما دار في عقله من خواطر ؟ وبدأ يبتلع ريقه وأفكاره بسرعة ليبلل حلقه الجاف وعقله ويستطيع أن يتكلم، وتكلم، وشرح للمدير كل ما عن له من خواطر، وكلما رأى الرجل يستمع كان يحس أنه رجل طيب جدا على عكس ما يتصوره الناس عن مديري العموم، وحين انتهى فوجئ بالمدير العام يقهقه ويدور في كرسيه والكرسي يهبط به حتى كاد يصبح تحت المكتب، واعتمد المدير رأسه على كفيه وقال:
- امال أنت فاكر ايه يا اسمك ايه ؟ دا مش أنت بس اللي مكنه .. أنت مكنه وعبد اللطيف رئيسك مكنه وأنا مكنه وكلنا مكن .. مش أنا المدير العام أهه ؟ رئيسي عضو مجلس الإدارة المنتدب افرض قال لي اشتري ألف سهم من أسهم الشركة أقدر أشترى 999 ؟ لازم اشتري ألف، وإذا عملت كده أترفد والا لأ ؟ طبعا أترفد، يبقى أنا في الحالة دي ايه ؟ انطق، أبقى ايه ؟
وقال أحمد بصوت لم يصل أبدا إلى أذن المدير: تبقى سيادتك مكنه.
فقال المدير وهو يستدير في كرسيه ويولي أحمد رشوان ظهره والمشكلة بالنسبة إليه قد انتهت: روح أحسن اعتذر لرئيسك، وأنا ح اكتفي بخصم يوم واحد من مرتبك، اتفضل ! كلنا مكن يا مغفل .. كلنا مكن.
وانتظر المدير قليلا ليترك لأحمد فرصة الإنسحاب، وبعد لحظة استدار مرة أخرى وإذا به يفاجأ بأحمد رشوان لا يزال واقفا، بل فوجئ أكثر حين وجد أنه قد انتظر اللحظة التي يواجهه فيها ليقول: بس أنا إنسان يا سيادة المدير .. أنا إنسان.
- إنسان في عينك قليل الأدب ما تختشيش .. ده جزاء اللي يعاملكم بشفقة ؟ غور من وشي ياللا غور.
- يا سيادة المدير أنا بكالوريوس تجارة، أنا مش
- غور من وشي.
وقبل أن يفتح أحمد فاه مرة أخرى كان الباب قد فتح ودخل الساعي، وجذبه من يده برفق وأخرجه وأغلق الباب.
ويتم فصل أحمد من عمله ويخرج للشارع يصرخ «أنا إنسان» ويكتب إدريس:
والتفتت رؤوس المارة مندهشة ناحيته، وأطلت من العربات وجوه، وألقيت عليه نظرات كثيرة مستغربة، وقال واحد من الناس: باين عليه اجنن. وضحك طفل، وزأر كلاكس يأمر أحمد بإخلاء الطريق. لم يستغرق هذا كله إلا لحظة خاطفة، ثم لم تلبث الحركة أن عادت في الشارع إلى سابق عهدها وكأن شيئا لم يحدث.

## أحمد المجلس البلدي
أنى تذهب كنت تجد أحمد العقلة .. نجارا تلقاه، حلاقا تلقاه، تاجرا في مخلفات الجيش تلقاه .. ثم هو بعد هذا يجيد شغل الآلاتية، وكي الناس للشفاء من الأمراض، وجس البهائم العشر، والقيام بأعمال الأبونيه وتعهدات فرق المزيكا والرقص، وإصلاح الكلوبات والبوابير في الأفراح، وحتى في تلقين الموتى تلقاه، مع هذا كله فقد كان بساق واحدة أو على وجه الدقة بساقين: ساق خلقها الله وساق صنعها بنفسه على هيئة عكاز عظيم الشأن تفنن في مسحه وتنعيمه وتزويقه، وحفر الحمام والعصافير والنساء الممسكات بالسيوف عليه. إذا كانت ساقه التي خلقها الله وسواها تمشي في أمان الله وبصوت غير مسموع، فساقه التي خلقها هو لها دبيب معروف وفي أي مكان من البلد يمكن أن تسمعه ... غير أن أهم شيء في أحمد العقلة أنه لم يكن يطيق رؤية الأعوج ولا يصلحه.
تتطور الأحداث ويحصل أحمد العقلة من مستشفى القصر العيني على ساق صناعية، ويتابع إدريس روايته قائلاً:
وبدأ أحمد يحيا في البلدة مستمتعا بساقه الأنيقة الجديدة، واضطر لشراء حذاء لقدمه الأخرى فالساق الصناعية مجهزة بحذاء وجورب. وحين أصبح من ذوي الأحذية وجد أن من المحتم أن يتخلى عن كثير جدا من الأعمال التي يقوم بها .. لا جري، ولا هزار، ولا طلوع نخل أو نزول ترعة، وهمه كله أصبح المحافظة على الساق الجديدة وإبقاء حذائها نظيفا، وإبقاء جلبابه أكثر نظافة ليتلاءم مع نظافة الحذاء ... المضحك أنه كان لا يغضب أبداً إذا عايره أحد بساقه المقطوعة أو أشار إلى عاهته على سبيل المزاح، كان يضحك ولا يحس أبدا أنه عوير أو أهين. من يوم أن ركب الساق وأقل إشارة إليه أو إليها تجرحه، حتى أصبح أشد ما يؤلمه أن يكون جالسا محترما في مكان ويمد أحدهم يده خلسة ليتحسس ساقه، وكثيرا ما يتحسس السليمة فيشتعل أحمد غضبا ويفور حتى صار له في كل يوم خناقة وضرب وتحقيق.
يواصل إدريس القصة ليطلعنا على أن أحمد تحرر من الساق الصناعية وعاد إلى العكاز وإلى روحه المرحة القديمة.

## شيء يجنن
لست في حل من ذكر اسم المدينة التي يوجد فيها ذلك السجن العمومى، فالقصة لم تصبح بعد حكاية ولا تزال في حكم الخبر الذي يتناقله النزلاء وموظفو السجن  وأقارب هؤلاء وأولئك ... ولكننا لن نجد امرأة واحدة في ذلك السجن العمومى فهو من النوع المخصص للرجال، والأنثى الوحيدة المسموح ها بالتجول في أنحاء السجن ليست امرأة، ولكنها كلبة أو على وجه التخصيص كلبة المأمور.
يصف إدريس كلبة المأمور «ريتا» وتطور تصرفاتها حتى أصبحت مصدر دائم للقلق بسبب عدم زواجها، وأصبح الحل حسب رواية إدريس:
أن يعقدوا للكلبة على كلب، وكان باستطاعة «ريتا» أن تحصل على عشرات الكلاب الذكور بحركة واحدة من ذيلها فقط لو فتحوا لها باب السجن وتركوها تجرب حظها بالخارج، ولكن المأمور كان لا يمكن أن يسمح لها بهذا العبث لخوفه أن يتلوث نسلها ... كان بالسجن موظف محكوم عليه في اختلاس اسمه فوزى واسمه المشهور به في السجن فوزى بك، وكان يعامل معاملة حرف ألف ويمضي طول النهار يتنقل بين مكاتب الموظفين بقامته الفارعة النحيفة وبدلة السجن التي فصلها له
ترزى ونظارته السميكة، ووجهه المسحوب الطويل.
ويعرض السجين فوزي إحضار كلبه «فارس» ليتزوج من «ريتا»، ويكتب إدريس:
أخذوا «فارس» إلى مخزن الملابس والمهمات ليحتجزوه حتى يحضروا ريتا، وكان المخزن حافلا بأكوام الملابس الجديدة والمستعملة والكهنة، ولا بد أن الكلب أخذ يسل نفسه بالقفز فوقها والتطلع من نوافذ المخزن العالية، إذ بعد قليل سمعه النزلاء والحراس ينبح نباحا شديدا ويحاول دفع رأسه بين حديد النوافذ ليغادر الخرن، ولا يعرف أحد للآن على وجه الدقة ماذا رآه الكلب بالضبط واثاره ... المهم أن الكلب ظل نباحه يرتفع ولا يترك فرجة في المكان إلا جرب فيها نفسه وجسمه  حتى زرق من خلال فتحة التهوية في المخزن ... لم يكتشفوا هربه إلا حين ذهبوا يفتحون باب المخزن وقد أحضروا ريتا. هاج المأمور ... وأسرع فوزى بك يعتذر عن تصرف كلبه ويعد بإنزال العقاب به وتوصية الأسرة بحرمانه من الطعام ... حتى حان
موعد الزيارة التالية، وجاء الكلب مع العائلة، ونبه المأمور زيادة في الاحتياط بأن حجز الكلب في إحدى الزنازين الانفرادية ... وما كاد الباب يغلق على الكلب، ويدرك أنه أصبح سجين جدران أربعة حتى راح ينبح دون أن يعير ريتا أقل انتباه.
يصف إدريس تكرار إحضار الكلب وهروبه حتى يصل إلى النهاية قائلا:
تم كل شئ تماما وفق ما أراد المأمور، ولكن الكلب بدا كأنه فقد عقله نهائيا هذه المرة، فقد قضى يوما بطوله ينبح ولا يكف عن النباح، وفى الليل لم يدع أحدا يغمض جفنه لا في فناء السجن ولا في بيت المأمور، وقرب الفجر أحس الديدبان بحركة في سقف فناء التأديب قبل أن يصرخ ويقول (م اللي هناك) كان الكلب قد أرغم جسده على المروق بقوة جبارة خارقة من خلال المسافة الصغيرة الكائنة بين  حديدتين، وفي ومضة كان يقفز من سقف إلى سقف إلى خارج السجن، ولم يعد لمنزل العائلة لا ليلتها ولا ما تلاها من أيام وليال، وبحثوا عنه في كل مكان فلم يجدوه أبدا، كان بلا ريب قد غادر المدينة كلها إلى غير رجعة.

## آخر الدنيا
يروي إدريس قصة صبي كان أكبر وأثمن ما حصل عليه هو قطعة عملة فضية مصرية قيمتها (20 مليم - أو قرشين) وهي ليست دائرية ولكنها مسدسة (لها ستة أضلاع) وكتب:
كان أهم ما يشغل باله هو ضياع تلك القطعة الفضية المسدسة الأحرف ذات اللمعة الهادئة الوقورة، والنعومة الخشنة التي يبعث ملمسها الفرحة والأمان، وحين رجوعه إلى البيت وقد ضعضعته رحلة العودة وملأت جسده النحيف الأصفر بالعرق الصغير الأبيض، مد يده في جيب البنطلون، وحين لم تلمسها كذب أصابعه وعاد يمدها، وكلما أكدت الأصابع أنها غير موجودة ازداد تكذيبا لها .. ولم يبدأ الخوف الأكبر ينتابه إلا حين فتش جيوب البنطلون كلها والجاكته والجلباب ومكان وقوفه، وكل بقعة من أرض الغرفة المظلمة التي لا ياتيها النور إلا من كوة صغيرة قرب السقف ... أبدا لا يمكن أن يكون قد أحس بمثل الأهمية التي أحسها يوما ما لتلك القطعة الفضية المسدسة الأحرف، ليس لأنها أول نقود أعطاها له أبوه، فأبوه كان دائما يعطيه أشياء كلما جاء لزيارتهم، والحقيقة أنه لم يكن يأتي كثيرا، كل بضعة شهور مرة. يفاجاً حين يعود من المدرسة بصوته الحبيب يأتيه من وراء الباب قبل أن يفتح له الباب.
يسرد إدريس تفاصيل توضح للقاريء أن الصبي يعيش مع جدته، وأن أمه تركت أباه (أمه سرقها حرامي ذات ليلة من أبيه .. على حد تعبير الجدة)، وأنه لا أخوة له، وأن أباه كثير الأسفار، ثم تخبر الصبي أن الأب لن يعود حيث أنه ذهب إلى مكان في آخر الدنيا.
يتذكر نظرة مدرس الجغرافيا الملظلظ السمين ذي الحذاء البني الذي لم تر عيناه شيئا في مثل لونه البني الجميل ولمعته التي تخطف البصر ونعلة الثخين السميك المحلى حين يتصل بالجلد بعدد لا نهاية له من الخطوط الدقيقة القصيرة المتوازية أعظم ما كان يتمناه في حياته أن يرتدى حذاء بمثل تلك اللمعة والنظافة. حين يتذكر نظرته إليه النظرة التي كلها اشمئزاز وكانه ينظر إلى دودة أو بصقة، وكلامه عنه وعن أبيه، وبصيغة الجمع، وعن أبيه بالذات وفقره وفقرهم وكأنهم مصابون بداء منفر تتقزز له النفس اسمه «الفقر» حين يتذكر ضرب التلامذة الكبار له وقذفهم الحبر على بدلته، وجاره ابن عامل تليفون هندسة الرى الذي ترك له التختة وحده وذهب إلى تختة أخرى هامسا في أذن جيرانه أنه لم يعد يطيق رائحة البصل والمش التي تفوح منه ... لا يبدأ ينسى ويعود يحلم ويسعد إلا حين يتذْكرها ويدس يده كالملهوف ويطمئن عليها، في ذلك اليوم حين خلع البدلة وعرف أنها ضاعت، وظل ما تبقى من اليوم منحنيا يبحث أو نائما على بطنه يخترق الظلام بأنظاره ويتامل، وأوى أخيرا إلى مضجعه بين الأجساد الكثيرة التي تحفل بها، وبنفسها، وشخيرها الغرفة، كان كل ما يشغل باله قبل أن تغمض جفونه أنه - بعد - لم يجدها. وحين استيقظ ومد يده مرة واحدة إلى الكيس عن بعد وتلمس جميع أطرافه، استعد لصرخة فرحة وأطبق يده مرة واحدة على الكيس ولكن يده لم تطبق إلا على الهواء، وكان الكيس كالأمّس لا يزال فارغا. تورم قلبه وتمدد يحتل كل صدره ويكاد يوقف أنفاسه عن التردد. ما فائدة الصباح الباكر أو المدرسة أو أن يكون الأول ويصبح كالبهوات إذا لم يجدها. ومضت أيام كثيرة .. خميس وجمعة وراء خميس وجمعة، وما فعله في اليوم الأول كان يفعل بعضه في الأيام الأخرى فيعيد تفتيش الدرج أحيانا ... وفي يوم وقد مضى الشتاء ... وكأن يدا لا يعرفها امتدت ووضعت الفكرة في رأسه ثم تلاشت، تذكر أنه في اليوم الذي فقدها فيه تماما كانت نفسه قد زينت له أن يحصل على بضع كيزان من التين الشوكي المزروع فوق جسر السكة الحديد، وأنه لأول مرة خالف نصيحة أبيه الذي كان يوصيه على الدوام بألا يصعد إلى الجسر أبدا ... لابد أنها سقطت منه في ذلك المكان ولا بد أنه لم يع وهو في حالته تلك بسقوطها ... وهكذا مضى يزحف قدما قدما ينظر أداء للواجب، ويتأمل الأوراق والبقع منتظرا أن تحدث له الاختلاجة التي يترقبها، وحين لا تحدث يتقّدم خطوة أخرى فرحان فقط لأنه أخيرا يعود للبحث عنها ... ترك السيمافور خلفه وعدى الكوبرى وبدأت أعصابه تتوتر ... وجدها هكذا ... لفت نظره بريقها الفضى الوقور ينبعث من فوق حجر أبيض وكأنما وضعت هناك بفعل فاعل أو ظل يحرسها ملاك حارس، تماماً كما هي بالعضة الصغيرة في حافتها، بملمسها، بالرجفة التي تعتريه حين ظل زمنا طويلا واقفاً في مكانه لا يفكر ولا يرى ولا يسمع ... لم يعد يريد شيئًا لا أب ولا مدرسة ولا جدة ولا حتى يوم آخر يستيقظ من أجله وينام في آخره .. لم يعد يريد إلا أن يظل يحس أنها عادت إليه وأنه عاد إليها وأنها ستبقى معه وسيبقى معها دون أن يقطع هذا البقاء حادث أو ضياع، وأنّى له أن يدرك، وهو على هذه الحال، أن الثالثة كانت قد فاتت من زمن، والرابعة حلت، وقطارها جاء وقام من محطة البندر، وتعدى السيمافور، وأنه في تلك اللحظة بالذات خلفه يصفر له صفيراً متقطعاً مستغيثاً يأمره به أن يبتعد.

## الستارة
يكتب إدريس عن رجل اسمه «بهيج» يخاف أن تخونه زوجته وهو لا يدري:
كلما رأيت ستارة مسدلة فوق شباك، أو بيشة تغطى وجهاً، أو مشربية تحجب شرفة تذكرت «بهيج». وكلما تذكرته وجدت نفسي أضحك بصوت عال ... تجد مشكلته الكبرى أنه يخاف خوف الموت أن يأتي عليه يوم يصبح فيه آخر من يعلم ... ترى لماذا إذن هذا الخوف المقيم من يوم تخونه فيه ؟ لماذا الخوف من الإعصار والبحر هادئ أزرق وجميل ؟ الحقيقة لا نستطيع أن نحدد سبباً واضحاً فهو يثق فيها أي نعم، وفى حبها له أي نعم، ولكن شيئا ما كان لا يجعله على تمام الثقة في قدرتها على حماية نفسها من ذئاب المجتمع وكلابه ... لكن الظروف لم تكن هذه المرة مواتية، ونوافذ الشقة المقابلة تفتحت يوما ورأى بهيج بعيني رأسه شاباً يطل منها، شاباً لا أحد معه، لا طفل، ولا زوجة أو أم، وكان واضحاً من نظراته الجريئة وطريقة تطلعه إلى الناحية المقابلة وإلى المارة في الشارع أنها طريقة الحر الذي لا يخشى على نفسه مغبة نظرة ... أغلق بهيج باب البلكونة في ذلك اليوم وهو يفكر، وظل يفكر حتى بعد إغلاقها ... أن الطريقة الوحيدة لكى يصبح بيتهم بيتاً هي أن يقيموا فوق سور البلكونة ستارا عالياً أعلى من قامته، يحجب كل ما يدور داخل البيت عن الأنظار، وحين تبلورت المقدمة الطويلة في هذا الاقتراح بدأت الزوجة تسخفه وتعيب عليه أنه يريد أن يخنقها ويمنع عنها الشمس والهواء ... لم تبدأ الزوجة توافق إلا بعد أن تعهد بشراء طقم كراسى إيديال للبلكونة، ومضى يغذى أحلامها عن الجلسات المرتقبة وليالي القمر وأشجار الياسمين التي لا بد سيزرعونها.
يروي إدريس كيف أن بهيج، وبعد أن أقام تلك الستارة، أصبحت الستارة هي المشكلة له، من ناحية مراقبة إغلاقها كل الأوقات، وأيضا المشكلة للشاب الذي تعجب لوجود الستارة، وهو شاب يعمل ويدرس ويهتم لمستقبله كثيراً، ولكن وجود الستارة جعله يهتم بمعرفة ما ورائها، وأيضاً قررت «سنسن» الزوجة أن ترى ذلك الشاب الذي أزعج بهيج إلى هذا الحد، ويواصل إدريس قائلاً:
قررت سنسن أن تتفرج على الجار الأعزب الوقح، ويبدو أن محاولتها البحث عن وقاحته قد امتصتها إلى درجة لم تفطن معها أنه لمحها من خلال قماش الستارة ورآها. والواقع أنها لم تفاجاً كثيرا فقد وجدته كما وصفه زوجها تماما، وبالفعل كانت نظراته تحفل بالوقاحة وقلة الأدب، وبالفعل لم يحول أبصاره عن البلكونة طيلة الوقت الذي ظلت تراقبه فيه. أدركت حينئذ أن زوجها كان على حق في إقامته للستارة  ... وانسحبت يومها من البلكونة وقد عاهدت نفسها أن تتجاهل وجود العازب وشقته وبلكونته، لكن الشاب لم ينسحب، وقف مسمرا في بلكونته إلى ساعة متأخرة من الليل علها تظهر، وخيل إليه في الصباح أنه أخيرا أحب، ومن يدري قد تكون هي الأخرى أحبته، وهكذا قضى الجزء الأكبر من اليوم التالي لا عمل له إلا التحديق في الستارة علها تختلج مرة أخرى.
تثور معركة بين بهيج وسنسن، وتتطور إلى خصام ومحاولة فراق ثم تعود المياه إلى مجاريها، ويكتب إدريس:
وجاء الصباح التالي لتعود الحياة سيرتها وقد تغير شكلها قليلا، فالستارة في بلكونة بهيج فتحت على آخرها وبلكونة الأعزب مغلقة وكأنما دقت فيها مسامير ... وحتى بعد أن مضت أيام وزالت كل آثار العاصفة ظلت سنسن غير شديدة الحماس لكل هذه الحريات التي أصبحت تملكها .. تقف في البلكونة فلا تحتمل الوقوف، تجوب الشارع وواجهات العمارات المقابلة بعيون قد إنطفاً فيها البريق، أي متعة للبلكونة الواضحة المكشوفة بعد متعة اختلاس النظر من الشقوق ... خرجت هي إلى البلكونة ووجدته واقفاً أمامها عبر الشارع، دق قلبها بالانفعال، وللمرة المائة استعادت ما كانت قد إنتوته. فهى ستظل ساكتة إلى أن يبدأ يتطلع إليها حينئذ سوف تواجهه بقسوة وتبصق في وجهه أو تقذفه بما في يدها ثم تدخل وتصفق وراءها الباب، ولكنها ظلت واقفة أكثر من ساعة دون أن يتطلع إليها أو يبدو أن في نيته أن يتطلع إليها. وكان من المستحيل عليها أن تقبل الهزيمة حتى لو أدى بها الأمر لمحاولة جذب انتباهه، ورفع صوتها تطلب من الخادمة أن تحضر لها شيئاً ... وجدته ينسحب إلى الداخل ويمد يده ويغلق الشيش. وكان عسيرا عليها أن تصادفه واقفا في البلكونة خلال الأيام التي تلت، ولكنها في كل مرة عثرت عليه كانت تحاول أن تفعل كل شيء وأي شيء فقط لترفع بصره الذي ألصقه بأرض الشارع وأنّى أن يرفعه وما تفعل محاولاتها المتعددة أكثر من أنها أنستها الهدف منها والدرس الذي كان في نيتها أن تلقيه عليه والحقد الذي تكنه له في قلبها، وأصبح همها كله، ومنتهى أملها أن تنجح فقط في رفع بصره من فوق أرض الشارع، وكأنها إذا نجحت ونظر إليها يكون قد تم لها الإنتقام واستعادت مكانتها، وشرفها المثلوم.
تنتهي القصة والزوجة تطلب من زوجها إعادة إقامة الستارة.

## الغريب
تغوص القصة في أعماق نفسية «عبد الرحمن صالح الشوربجي» الضائع ما بين مرحلة الطفولة والرجولة وما بين الصواب والخطأ ... يشعر في سن الرابعة عشر برغبة شديدة في قتل أي شخص ... يتقرب لعم خليل، خفير الأرض زراعية، الذي كان في شبابه لص، ويروي للشوربجي قصص رجل الليل «الغريب أبو محمد». أثناء الحرب العالمية الثانية تقوم الشرطة بالقبض على المشبوهين، ولكن مأمور البلد، التي يعيش فيها الشوربجي، كان يقبض على أولاد الليل ويقتلهم ويلقي بهم في الترعة، لكن المأمور لم ينجح في القبض على «الغريب» الذي يظهر من داخل حقل الذرة، وينادي على الشوربجي قائلاً: وله! ويظهر الغريب متنكراً في زي سيدة، وتنشأ بينهم صداقة. يحمل الشوربجي الطعام والشراب يومياً، ويروي الغريب له قصصه ومغامراته. يعلن الشوربجي لرجل الليل أنه يريد أن يقتل! يسند الغريب مهمة للشوربجي، أن يسلم زوجته الأولى خمسة جنيهات، ويأتي له بزوجته الثانية، رائعة الجمال والأنوثة، «وردة». ترفض وردة الذهاب مع الشوربجي الذي يخاف منها وهي تقترب منه وتداعبه وتقبله، ويغادرها إلى مكان الغريب الذي يسأله: أنت عملت حاجة مع وردة ؟ والا هي لعبت عليك يا فندي ؟. كان الغريب وعند زواجه من وردة صريحاً حين قال لها: إذا استطعت أن تفعلي شيئاً فحلال لك أن تفعليه.
يصطحب الغريب، الشاب المراهق الشوربجي، وهو يحمل السلاح الإيطالي الآلي، ويشركه، دون أن يدري المراهق، في قتل «شلبي»، زميله الذي خانه، والقاء جثته في الساقية. يأتي حلاق الصحة «معروف» لعلاج الغريب من اصابة نالته أثناء القتل، ويجد الشوربجي أن الغريب يخاف من إبرة حقنة علاجه. يذهب الشوربجي ويعرف برحيل وردة، وعندما يبلغ الغريب بذلك، يلمح الدموع في عينيه. طلب الشوربجي من الغريب أن يسمح له بقتل رجل، وبجوار الكوبري جلس الشوربجي، بعد موافقة الغريب، يحمل المدفع الإيطالي، وبجواره الغريب الذي أقسم أنه سوف يقتل الشوربجي ببلطته إذا تراجع ولم يقتل أول رجل يعبر الكوبري. وجاء عابر سبيل، وحياهم، وردوا تحيته، ولم يقتله الشوربجي، وصارحه الغريب أنه كان سيقتله إذا كان أصاب عابر السبيل، فهو لا يرضى له بحياة الليل، وأمره بالجري وهو يطلق من خلفه الرصاص.

## نقد وتعليقات
كتب جابر عصفور عن قصة «شيء يجنن»: «تدور حول فشل محاولة الجمع بين كلبة مأمور سجن وكلب سجين، وذلك في نوع من التمثيل الكنائي أليجوري لغياب حرية الاختيار في علاقة القامع/ المقموع التي يحتمها المدار المغلق للسجن. وترتبط دلالة التمثيل التي لا تخلو من مغزى تعليمي في القصة برسالة غير مباشرة إلى القارئ المضمر، مؤداها أنه حتى الكلب يرفض غواية الاختلاء بكلبة، وممارسة متعة الجنس التي تؤدي إلى استمرار الحياة، ما ظل حبيسا محصورا بين جدران وقضبان، محكوما عليه بممارسة فعل لم يختره بملء إرادته وكامل حريته. وابتداء من هذه القصة التمثيلية، لا تفارق تجليات علاقة القامع/ المقموع في كتابة السجن رمزية الجنس الدالة على رغبة الحياة في أصفى حالات تواصلها الخلاق بين ذكر وأنثى، أو أنثى وذكر، وذلك على نحو يتحول به مبدأ الرغبة - حتى على مستوى أحلام اليقظة - إلى مبدأ للحرية، ومحاولة مستميتة لمواجهة القمع والانتصار عليه بنعمة الخيال، حتى لو كانت هذه النعمة نعمة محبطة لا تكتمل لمسجون قط».
قال الناقد المغربي قاسم مرغاطا: «إن السارد في هذه القصة يبرز اللغة المصرية عالما فنيا في بناء سردي لا هو هزلي ولا هو جاد، يسرد بواقعية يعتمد على العين أو على البعد البصري أساسا ... اللغة التي يسردها السارد الواقعي هنا تنتج لغتها الخاصة وهي اللغة الفنية تسخر من قناعة إدعاء النقاء وصفاء اللغة وتضع ثيابها جانبا»، وأورد مرغاطا أمثلة بورود كلمات من العامية المصرية في القصة مثل«زيطة» و «عاوز ايه» و «ماما بتحضر كفتة في المطبخ».
كتب موقع "فصولها ربيعية": "في كتاب "آخر الدنيا" للقاص يوسف إدريس، قصّة بعنوان "الشيخ شيخة" وفيها أن هذا الملقب بالشيخ شيخه لم يكن بد من تسمية هكذا! إذا لا يعرف البتّة أهو رجل أم امرأة فلا شكل بيـّن، لا ملامح، لا مشيه أنثى ولا حتّى صوت ذكوري، بل وكان صامتا كتمثال منحوت بيدَ أنه يتحرك وأيضًا يخرج منه فحيح كالآتي من بعيد ... فاستثارت زوبعة من أسئلة في قلوبهم .. أيعقل هذا! هل خُدعنا كلّ هذه المدة ؟ كيف نخبئ أنفسنا ؟ ما الذي سيقوله الآن عنا ؟ إن هذا الخوف وشدّة وطأته هوَ الذي يكن بينه وبين الإنسان ستار كثيف حال اقترافه ما لا يُحمد ولو علمَ مجرد خاطر أن ربما سيرفعُ الستار لحظةً لما كان آمنا ليصنع ما يصنع .. في رواية "الجحيم" لهنري باربوس، كان ثقب في غرفة نزيل فندق فإذا هوَ مبصرٌ بكلِ الذي يجري في الغرفة الأخرى ، كم مرّت على عينيه أمورًا كان في خُلد أصحابها أنهم في مأمن من الأعين .. أنهم في سترٍ، أن ليس ثمة أحد عالم بهم. هذا وحده يشير أن الإنسان تمسّه لذعة قلق من أعين الآخرين والناس، لذعةً تتفاقم لتصل للجذورِ، للجذور تماما فلا يستقر معها أبدا، أفكّر: كم مرة خبأت ودسستُ صوت خطواتٍ عن الآخرين ؟ ماذا كان سيحدث لو رأوها أو علموا أنّي اقترفها ؟ في حين أن الله يرانا، وأنه هوَ سبحانه سيحاسبنا لا الناس.

## وصلات خارجية
https://www.goodreads.com/book/show/5977698 آخر الدنيا (قصص قصيرة)
https://www.sauress.com/alhayat/31000058 آخر الدنيا (قصص قصيرة)
https://www.youtube.com/watch?v=OPIn4LMCOlA آخر الدنيا (قصص قصيرة)